# Angelina Pannek
Angelina Heger, conocida como Angelina Pannek, (Berlín, 4 de febrero de 1992) es una influencer y personalidad de televisión alemana. Se hizo conocida en 2014 como finalista en la cuarta temporada del programa de televisión Der Bachelor.

## Educación
En 2011 se graduó de la escuela secundaria y luego completó un año de voluntariado social en un jardín de infantes en Berlín. Se matriculó en un curso de pedagogía social en una universidad berlinesa en febrero de 2013.

## Carrera
En 2014 fue candidata en la cuarta temporada del programa Der Bachelor, en el que quedó segunda detrás de Katja Kühne. Después de nuevas apariciones en programas de televisión de RTL, participó en el programa Ich bin ein Star – Holt mich hier raus! hasta su salida voluntaria el 23 de enero de 2015. Apareció en una sesión de fotos en la edición de febrero de 2015 de Playboy. Sacó su propia colección de moda y también trabajó como DJ por un corto tiempo.
Como influencer, Pannek opera una cuenta de Instagram con más de 817.000 seguidores (a junio de 2021).

## Vida personal
De enero a junio de 2016 estuvo en una relación con Rocco Stark, con quien también apareció en el reality show Das Sommerhaus der Stars - Kampf der Promipaare. De septiembre a noviembre de 2016 estuvo en una relación con el ex "Bachelor" Leonard Freier.
En el verano de 2019, inició una relación con el ex "Bachelor" Sebastian Pannek, con quien contrajo matrimonio el 22 de abril de 2020. Tuvieron un hijo en junio de 2020.

## Participaciones en televisión
| Año  | Título                                          |
| ---- | ----------------------------------------------- |
| 2014 | Der Bachelor                                    |
| 2014 | Das perfekte Promi-Dinner                       |
| 2014 | Promi Shopping Queen                            |
| 2015 | Ich bin ein Star – Lasst mich wieder rein!      |
| 2015 | Ich bin ein Star – Holt mich hier raus!         |
| 2015 | Das perfekte Promi-Dinner                       |
| 2016 | Die große ProSieben Völkerball Meisterschaft    |
| 2016 | Jungen gegen Mädchen                            |
| 2016 | Das Sommerhaus der Stars – Kampf der Promipaare |
| 2017 | Die große ProSieben Völkerball Meisterschaft    |
| 2019 | Big Bounce – Die Trampolin Show                 |
| 2020 | Promi Shopping Queen                            |
| 2020 | Das große Promibacken                           |